# Buaran Jati
Buaran Jati is een bestuurslaag in het regentschap Tangerang van de provincie Banten, Indonesië. Buaran Jati telt 7131 inwoners (volkstelling 2010).